# Фолклористика
Фолклористика е наука за проучване и изучаване на фолклора.
Терминът произлиза от възникналото през Романтизма (XIX век) в немски език разграничение между значението на folkloristik – като фолклорно съдържание, и folkloristics – като неговото проучване, например каквато е разликата между език и лингвистика.
Тази наука се заражда най-напред във Франция, но бързо се разпространява и в други европейски държави. Първоначално е била възприемана като раздел на филологията, но впоследствие се еманципира от нея като самостоятелен научен клон. Задачите на фолклористиката са да записва всякакви материали от областта на народното творчество да ги изучава, да ги класифицира.
Учените, специализирани във фолклористиката, се наричат фолклористи.